# 莫扎特·卡马戈·瓜尔涅里
莫扎特·卡马戈·瓜尔涅里（葡萄牙語：Mozart Camargo Guarnieri，1907年2月1日—1993年1月13日，又译瓜尼埃里），巴西作曲家。早年在圣保罗学习，后赴巴黎师从凯什兰，1942年访问美国，演出了许多自己的作品。回国后担任指挥并在音乐学院任教。他是一位多产作曲家，作品较少明显的民族风格，常采用较为复杂的复调手法，具有新古典主义的特征。

## 轶事
瓜尔涅里的父亲是一位长笛手，用莫扎特的姓给儿子命名，但瓜尔涅里自己却从不使用。他的两个兄弟分别名为罗西尼和威尔第。